# إيهاب الشهابي
إيهاب الشهابي (مواليد 1970) هو محترف إعلامي أردني-أمريكي، مستشار المدير العام في شبكة الجزيرة الإعلامية. عمل مديراً تنفيذياً للعمليات الدولية ورئيساً تنفيذياً في قناة الجزيرة أمريكا، ونائب المدير الإداري للجزيرة الإنجليزية. الشهابي زميل مركز إدوار مورو في كلية فليتشر للقانون والدبلوماسية، ويكتب مقالات رأي لصحيفة هافينغتون بوست ومجلة إنك" وغيرها.

## النشأة والتعليم
ولد إيهاب الشهابي في مدينة عمان عام 1970. ويحمل الجنسيتين الأردنية والأمريكية. حصل على شهادة البكالوريوس في الإدارة من الجامعة الأردنية عام 1993. التحق ببرنامج الدراسات العليا في الجامعة الأردنية عام1996 للحصول على الماجستير في إدارة الأعمال ثم حصل على ماجستير في القيادة والاستراتيجيات من جامعة جورجتاون عام 2006.

## العمل
بدأ إيهاب الشهابي حياته المهنية كمستشار إداري في شركة آرثر آندرسن عام 1997. ثم عمل في شركتي KPGM وديلويت.
توظّف الشهابي في شبكة الجزيرة الإعلامية عام 2009 كنائب المدير الإداري في قناة الجزيرة الإنجليزية. عام 2011، عُيّن مديراً تنفيذياً للعمليات الدولية في شبكة الجزيرة للإعلام. كان أحد المشاركين الأساسيين في عملية شراء Current TV مقابل 500 مليون دولار أمريكي وتأسيس قناة الجزيرة أمريكا والتي تصل لحوالي 60 مليون منزل، بالإضافة إلى الجزيرة التركية والجزيرة البلقان. صرح الشهابي عند إطلاق الجزيرة أمريكا بـ: «سيتم تشغيلها بواسطة موظفين أمريكيين للجمهور الأمريكي» مضيفاً أنه سيكون «رأي أقل، صراخ أقل، عدد أقل من المشاهير». عرّف الشهابي القناة بأنها توفّر «قصصاً وأخبار دقيقة وعميقة وغير متحيزة».
شارك الشهابي بشكلٍ كبير في الجوانب التجارية لقناة الجزيرة أمريكا، كميزانية القناة والمساعدة في تأمين اتفاقيات النقل مع شركات التلفزة وجعل القناة متاحة على منصات بث مختلفة، أي أنه أدار العلامات التجارية وحملات التوعية وتوسيع توزيع الكابل وتوافره على الإنترنت. منذ كانون الثاني 2013، تم توظيف حوالي 900 شخص للمشروع الجديد، كان عدد كبير منهم من موظفي الشبكات الأخرى كسي إن إن وهيئة الإذاعة الأمريكية ومنهم جون سيجينثالير وكيت أوبرايان.
خلال فترة عمله في هذا المنصب، ارتفعت تصنيفات الجزيرة أمريكا لمدة ثلاثة دورات (ربع سنوية) متتالية، وتصدرت عند ثلاثة ملايين مشاهدة خلال أول أسبوعين من شهر تموز 2014.
عمل الشهابي في منصب الرئيس التنفيذي منذ حزيران 2013 حتى أيار 2015.
بعد مغادرته، أصبح الشهابي يكتب مقالات رأي لصالح هافينغتون بوست وغيرها، بينما احتفظ بمنصبه لمدير إداري لشبكة الجزيرة الإعلامية. كما أنه زميل مركز إدوارد مورو التابع لكلية فليتشر للقانون والدبلوماسية.

## الحياة الشخصية
إيهاب الشهابي متزوج وله ابنان، ويعيش في واشنطن العاصمة

## منشورات
- How to Develop an Information Advantage in the Age of Content Shock, Inc. Magazine, 2016.
- Who Stands for Islam? Let’s Stamp out ‘Gangster Islam’, Huffington Post, 2016.
- The Age of Nano News and Why We Must Pay, Huffington Post, 2016.
- A Call to Action: Curing Islam’s American Crisis, Huffington Post, 2016.
- The Age of Nano News and Why We Must Pay, The Good Men Project, 2016.
- What the Movie ‘Spotlight’ Says About the Future of Journalism, The Good Men Project, 2016.

## روابط خارجية
- مهرجان آسبين للأفكار